# Серп и Молот (Башкортостан)
Серп и Мо́лот (баш. Серп и Молот) — хутор в Кугарчинском районе Башкортостана, входит в состав Исимовского сельсовета.
С 2005 современный статус.

## Население
| 2002 | 2009 | 2010 |
| ---- | ---- | ---- |
| 26   | ↘14  | ↗16  |

Национальный состав
Согласно переписи 2002 года, преобладающие национальности — башкиры (54 %), русские (31 %).

## Географическое положение
Расстояние до:
- районного центра (Мраково): 22 км,
- центра сельсовета (Исимово): 4 км,
- ближайшей ж/д станции (Мелеуз): 87 км.

## История
До 20 июля 2005 года — посёлок. Преобразован в хутор согласно Закону Республики Башкортостан от 20 июля 2005 года, N 211-з «О внесении изменений в административно-территориальное устройство Республики Башкортостан в связи с образованием, объединением, упразднением и изменением статуса населенных пунктов, переносом административных центров»:

7. Изменить статус следующих населенных пунктов, установив тип поселения — хутор:

3) в Кугарчинском районе:

а) поселка артели им. Кирова Ялчинского сельсовета;

б) поселка Серп и Молот Исимовского сельсовета. 